# Juliet Asante
Juliet Yaa Asantewa Asante là một nữ diễn viên, nhà sản xuất và đạo diễn phim người Ghana, và nhà từ thiện. Bộ phim mới nhất của cô, Silver Rain, được đề cử cho "Phim hay nhất ở Tây Phi" và "Trang phục đẹp nhất" năm 2015 trong giải thưởng lựa chọn của người xem Magic Magic (AMVCA) và 2015 "Phim nói chung hay nhất ở châu Phi". Năm 1999, Asante bắt đầu nhà sản xuất Eagle House Productions. Cùng năm đó, cô cũng bắt đầu "Save Our Women International", một tổ chức phi lợi nhuận tập trung vào giáo dục giới tính nữ và đưa ra một sáng tạo làm phim ngắn cho điện thoại di động ở châu Phi vào năm 2014 có tên Mobile Flicks. Asante cũng là người sáng lập và Giám đốc điều hành của Liên hoan phim quốc tế Black Star. Eagle Productions đã giúp đào tạo một số diễn viên và nữ diễn viên ở Ghana thông qua bộ phận đào tạo của Asante, Eagle Drama Workshop.

## Đầu đời
Asante sinh ra ở Ghana và là con thứ hai trong năm người con. Cô có bằng Thạc sĩ Quản trị công (MPA) và bằng Thạc sĩ Chính sách công (MPP) của Trường Chính phủ Harvard Kennedy. Asante cũng có hai bằng cử nhân. Asante tốt nghiệp Đại học Cape Coast, và cũng tốt nghiệp Học viện Điện ảnh và Truyền hình Quốc gia.

## Sự nghiệp
Asante bắt đầu sự nghiệp diễn xuất từ năm 17 tuổi  và được trao giải 'Nữ diễn viên xuất sắc nhất' tại Ghana năm 2001. Sau đó, cô đã đến Học viện Điện ảnh và Truyền hình Quốc gia Ghana, nơi cô có bằng danh dự hạng nhất về đạo diễn. Cô cũng có bằng tốt nghiệp của Học viện Điện ảnh New York và MPA từ Trường Chính phủ Harvard Kennedy.
Một số bộ phim mà Asante đã đóng là Twin Lovers, Fresh Blood, Tears of Blood, Ripples, và Thread of Ananse. Cô xuất hiện trong bộ phim Deadly Voyage năm 1996 với vai vợ của Albert Mensah. Cô đã viết, đạo diễn và sản xuất các chương trình trên truyền hình Ghana, như Obaby, một chương trình hẹn hò và Secrets, một bộ phim truyền hình mà cô cũng là nhà sản xuất điều hành. Trong quý cuối cùng của năm 2014, Asante đã hoàn thành công việc cho bộ phim đầu tay của mình, Silver Rain. Asante sở hữu Xưởng kịch Eagle.
Asante là biên tập viên của tạp chí giải trí Entertainment Today và chương trình truyền hình đồng hành của nó. Cô cũng là một blogger cho tờ Huffington Post.